# ییرژی شلیتر
ییرژی شلیتر (چکی: Jiří Šlitr; ۱۵ فوریهٔ ۱۹۲۴ – ۲۶ دسامبر ۱۹۶۹) بازیگر، نقاش، نوازنده پیانو، خواننده، ترانه‌سرا بود. او به همراه ییرژی سوخی تأثیر قابل توجهی بر موسیقی پاپ و تئاتر چک در دهه ۱۹۶۰ گذاشت.
از فیلم‌ها یا برنامه‌های تلویزیونی که وی در آن نقش داشته‌است می‌توان به اگر یک‌هزار کلارینت اشاره کرد.